# Boris Michajlov
Boris Petrovič Michajlov (rusky Борис Петрович Михайлов) (* 6. října 1944, Moskva) je bývalý ruský hokejový útočník, který reprezentoval Sovětský svaz. Později působil jako hokejový trenér.

## Hráčská kariéra

### Klubová kariéra
Hrál v sovětské lize za týmy Kristall Saratov, HC Lokomotiv Moskva a od roku 1967 za prominentní sovětský armádní klub CSKA Moskva. Za CSKA odehrál čtrnáct sezón. Po většinu této doby nastupoval na pravém křídle elitní formace, v níž hrál s Valerijem Charlamovem a Vladimirem Petrovem. Tento útok spolu nastupoval také v národním týmu. S výjimkou let 1969, 1974 a 1976 pokaždé s klubem vybojoval sovětský titul a dominoval také na evropské scéně, když za dobu Michajlovova působení jedenáctkrát zvítězil v Poháru evropských mistrů. Celkem Boris Michajlov odehrál v sovětské lize 572 utkání, v nichž vstřelil 429 gólů. Třikrát se stal nejlepším střelcem ligy.

### Reprezentace
V sovětské reprezentaci působil čtrnáct sezón, většinu z této doby jako kapitán. Historicky je s 207 góly druhým nejlepším sovětským střelcem (po Alexandru Malcevovi). Stal se osmkrát mistrem světa, za dobu jeho působení jen třikrát sovětská reprezentace na mistrovství světa nezvítězila – v letech 1972, 1976 a 1977 se hvězdný tým umístil až za Československem. Je nejlepším střelcem historie mistrovství světa (95 branek). Je také dvojnásobným olympijským vítězem. Poslední utkání v dresu SSSR odehrál v Paláci sportu Lužniki před čtrnácti tisíci lidmi, po skončení utkání jej spoluhráči za velkého aplauzu nosili na ramenou kolem kluziště.

## Trenérská kariéra
Po skončení aktivní kariéry začal pracovat jako trenér, působil mimo jiné v sovětském SKA Leningrad, na asistentském postu v CSKA Moskva či jako hlavní trenér ve švýcarském klubu Rapperswil-Jona Lakers. V roce 1993 převzal ruskou reprezentaci a vybojoval s ní první ruský titul mistra světa. U ruského národního týmu působil v různých trenérských pozicích s přestávkami až do roku 2006, svůj prvotní úspěch již nezopakoval.

## Úspěchy a ocenění
Týmové
- olympijský vítěz v letech 1972, 1976, stříbro z roku 1980
- mistr světa 1969, 1970, 1971, 1973, 1974, 1975, 1978 a 1979, stříbrný medailista 1972 a 1976, bronzový medailista 1977
- sovětský mistr 1968, 1970, 1971, 1972, 1973, 1975, 1977, 1978, 1979, 1980 a 1981
- vítěz Poháru mistrů svropských zemí 1969, 1970, 1971, 1972, 1973, 1974, 1976, 1978, 1979, 1980 a 1981

Individuální
- nejlepší střelec sovětské ligy 1975, 1976 a 1978
- nejužitečnější hráč sovětské ligy 1977, 1978
- osminásobný člen All-star týmu sovětské ligy
- vyhlášen nejlepším útočníkem mistrovství světa 1973, 1979
- nejlepší střelec mistrovství světa 1977, 1978
- nejlepší střelec v historii mistrovství světa
- vítěz kanadského bodování mistrovství světa 1974
- držitel Leninova řádu
- člen Ruské a sovětské hokejové síně slávy
- jmenován do Hokejové síně slávy Mezinárodní hokejové federace 2000

## Klubové statistiky
| 1962–63              | Kristall Saratov     | SSSR                 | Statistika není k dispozici | Statistika není k dispozici | Statistika není k dispozici | Statistika není k dispozici | Statistika není k dispozici | Statistika není k dispozici | Statistika není k dispozici | Statistika není k dispozici | Statistika není k dispozici | Statistika není k dispozici |
| 1963–64              | Kristall Saratov     | SSSR                 | Statistika není k dispozici | Statistika není k dispozici | Statistika není k dispozici | Statistika není k dispozici | Statistika není k dispozici | Statistika není k dispozici | Statistika není k dispozici | Statistika není k dispozici | Statistika není k dispozici | Statistika není k dispozici |
| 1964–65              | Kristall Saratov     | SSSR- II             |                             | 23                          |                             | 23                          |                             |                             |                             |                             |                             |                             |
| 1965–66              | HC Lokomotiv Moskva  | SSSR                 | 28                          | 18                          | 8                           | 26                          | 8                           |                             |                             |                             |                             |                             |
| 1966–67              | HC Lokomotiv Moskva  | SSSR                 | 44                          | 20                          | 7                           | 27                          | 16                          |                             |                             |                             |                             |                             |
| 1967–68              | CSKA Moskva          | SSSR                 | 43                          | 29                          | 16                          | 45                          | 16                          |                             |                             |                             |                             |                             |
| 1968–69              | CSKA Moskva          | SSSR                 | 42                          | 36                          | 14                          | 50                          | 14                          |                             |                             |                             |                             |                             |
| 1969–70              | CSKA Moskva          | SSSR                 | 44                          | 40                          | 15                          | 55                          | 22                          |                             |                             |                             |                             |                             |
| 1970–71              | CSKA Moskva          | SSSR                 | 40                          | 32                          | 15                          | 47                          | 16                          |                             |                             |                             |                             |                             |
| 1971–72              | CSKA Moskva          | SSSR                 | 31                          | 20                          | 13                          | 33                          | 18                          |                             |                             |                             |                             |                             |
| 1972–73              | CSKA Moskva          | SSSR                 | 34                          | 24                          | 13                          | 37                          | 20                          |                             |                             |                             |                             |                             |
| 1973–74              | CSKA Moskva          | SSSR                 | 31                          | 18                          | 9                           | 27                          | 12                          |                             |                             |                             |                             |                             |
| 1974–75              | CSKA Moskva          | SSSR                 | 35                          | 40                          | 11                          | 51                          | 30                          |                             |                             |                             |                             |                             |
| 1975–76              | CSKA Moskva          | SSSR                 | 36                          | 31                          | 8                           | 39                          | 43                          |                             |                             |                             |                             |                             |
| 1976–77              | CSKA Moskva          | SSSR                 | 34                          | 28                          | 23                          | 51                          | 10                          |                             |                             |                             |                             |                             |
| 1977–78              | CSKA Moskva          | SSSR                 | 35                          | 32                          | 20                          | 52                          | 18                          |                             |                             |                             |                             |                             |
| 1978–79              | CSKA Moskva          | SSSR                 | 43                          | 30                          | 24                          | 54                          | 23                          |                             |                             |                             |                             |                             |
| 1979–80              | CSKA Moskva          | SSSR                 | 41                          | 27                          | 23                          | 50                          | 19                          |                             |                             |                             |                             |                             |
| 1980–81              | CSKA Moskva          | SSSR                 | 15                          | 4                           | 5                           | 9                           | 4                           |                             |                             |                             |                             |                             |
| Sovětská liga celkem | Sovětská liga celkem | Sovětská liga celkem | 572                         | 429                         | 224                         | 653                         | 289                         |                             |                             |                             |                             |                             |

G – góly 

A – asistence 

B – kanadské body 

TM – trestné minuty